# 兰贝兹和博迪耶茨
兰贝兹和博迪耶茨（法語：Rimbez-et-Baudiets，法語發音：[ʁɛ̃bɛs e bodjɛts]）是法国朗德省的一个市镇，位于该省东部，属于蒙德马桑区。

## 地理
兰贝兹和博迪耶茨（44°3'7"N, 0°3'10"E）面积32.84 平方千米，位于法国新阿基坦大区朗德省，该省份为法国西南部沿海省份，是法國本土面积第二大的省，北起吉倫特省，西临大西洋，南至大西洋比利牛斯省，东临热尔省，东北与洛特-加龍省接壤。
与兰贝兹和博迪耶茨接壤的市镇（或旧市镇、城区）包括：阿尔克斯、博迪尼昂、埃斯卡朗、埃雷、洛斯、吕邦、索斯。

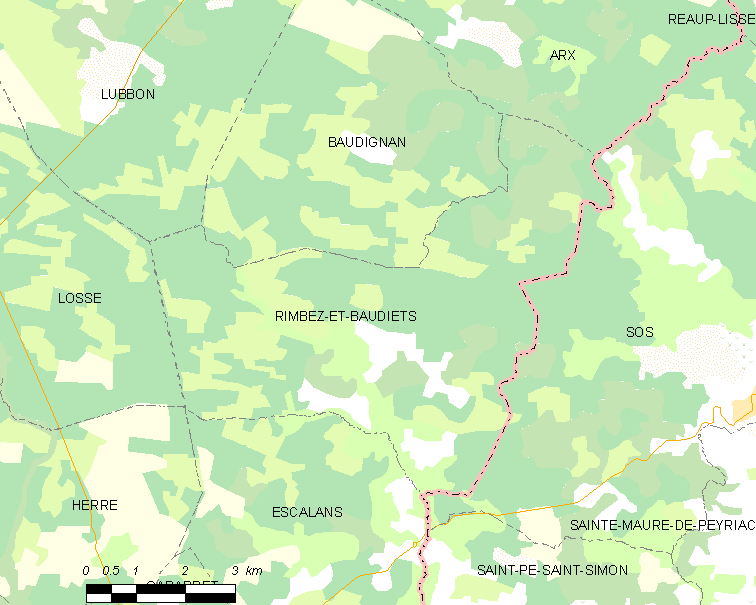
兰贝兹和博迪耶茨的OSM定位图

兰贝兹和博迪耶茨的时区为UTC+01:00、UTC+02:00（夏令时）。

## 行政
兰贝兹和博迪耶茨的邮政编码为40310，INSEE市镇编码为40242。

## 政治
兰贝兹和博迪耶茨所属的省级选区为上朗德-阿马尼亚克县。

## 人口

1962-2008年间兰贝兹和博迪耶茨人口变化图示

兰贝兹和博迪耶茨于2022年1月1日时的人口数量为104人。